# Justinus van der Brugghen
Justinus Jacob (of Jacobus) Leonard van der Brugghen (Nijmegen, 6 augustus 1804 – Ubbergen, 2 oktober 1863) was een advocaat en rechter uit Nijmegen. Van der Brugghen was antirevolutionair, aanhanger van het Réveil en actief op het terrein van politiek en onderwijs.

## Carrière

### Politiek
Van der Brugghen was Tweede Kamerlid voor het district Zutphen en werd in 1856 door koning Willem III aangezocht als formateur. Hij moest een oplossing vinden voor de schoolkwestie, die zowel de liberalen als de protestanten tevreden kon stellen. Zijn eerste poging was in mei, maar deze onderbrak hij om het zittende kabinet nog een kans te geven. In juni ondernam hij een tweede poging, waarbij de Koning en Jhr.F.L.W. de Kock, directeur van het Kabinet des Konings, ook nauw waren betrokken.
Van der Brugghen werd zelf minister van Justitie en leider van het kabinet-Van der Brugghen. Hij verdedigde een herziening van de Lager-onderwijswet, die niet strookte met de ideeën van zijn politieke vriend Groen van Prinsterer. Daarom werd hij door deze toen niet langer als 'zijn vriend' beschouwd.
In 1858 eindigde zijn ministerschap en politieke loopbaan.

### Onderwijs
Vanuit zijn betrokkenheid bij de beweging Het Réveil zette Van der Brugghen zich in voor het christelijk onderwijs in Nijmegen. In mei 1844 richtte hij de 'Bijzondere Lagere School der 1e Klasse op den Klokkenberg' op. Dit was een school op algemeen christelijke, niet met een geloofsrichting verbonden grondslag. Daarmee was Van Brugghen de eerste die na de invoering van de Onderwijswet van 1806 een christelijke lagere school stichtte in Nederland. Daarna volgde in 1846 onder zijn leiding de oprichting van een 'Schoolklasse tot vorming van kwekelingen voor het christelijk onderwijs' welke in 1849 uitgroeide tot de 'Normaalschool op den Klokkenberg'.

## Wetenswaardigheden
- J.J.L. van der Brugghen heeft gewoond op de Beekmansdalseweg 7 te Nijmegen. Het pand uit 1852 is een gemeentelijk monument.
- Willem baron van Lijnden was een collega-politicus en mede-bestuurslid van de 'Normaalschool op den Klokkenberg'.

Schimmelpenninck ·
De Kempenaer ·
Thorbecke ·
Van Hall ·
Van der Brugghen ·
Rochussen ·
Van Zuylen van Nijevelt ·
Van Heemstra ·
Fransen van de Putte ·
Van Zuylen van Nijevelt ·
Van Bosse ·
De Vries ·
J. Heemskerk ·
Kappeyne van de Coppello ·
Van Lynden van Sandenburg ·
Mackay ·
Van Tienhoven ·
Roëll ·
Pierson ·
Kuyper ·
De Meester ·
T. Heemskerk ·
Cort van der Linden ·
Ruijs de Beerenbrouck ·
Colijn ·
De Geer ·
Gerbrandy ·
Schermerhorn ·
Beel ·
Drees ·
De Quay ·
Marijnen ·
Cals ·
Zijlstra ·
De Jong ·
Biesheuvel ·
Den Uyl ·
Van Agt ·
Lubbers ·
Kok ·
Balkenende ·
Rutte ·
Schoof
- Bibliothèque nationale de France: cb150588330 (data)
- Biografisch Portaal: 32257418
- Digitale Bibliotheek voor de Nederlandse Letteren: brug038
- Gemeinsame Normdatei: 118088793
- International Standard Name Identifier: 0000 0000 8144 0702
- Library of Congress Control Number: n81102619
- Nederlandse Thesaurus van Auteursnamen: 068683618
- Parlement.com: vg09lkysncuj
- Système universitaire de documentation: 156850885
- Virtual International Authority File: 64293330
- WorldCat: E39PBJrgK3XQBwpyPYGyrX7WDq